# Světozor
Světozor – czeskie czasopismo ilustrowane (tygodnik), wychodzące z przerwami od 1834. 
Světozor ukazało się po raz pierwszy w 1834, kiedy to wydał go, na wzór niemieckich i brytyjskich magazynów ilustrowanych, Pavel Jozef Šafárik. Celem czasopisma było przede wszystkim rozbawienie czytelnika, poprzez drukowanie ciekawostek ze świata. Pismo nie spotkało się z dużym odzewem społecznym i w 1836 zniknęło z rynku.
W 1867 odnowił ten zamysł wydawniczy František Skrejšovský. Od 1899 czasopismo zyskało nowego wydawcę – Jana Otto, z którym związało się na 30 lat. W latach 30. XX w. wydawcą był Pavel Altschul. W piśmie publikował swoje grafiki m.in. Věnceslav Černý.